# Louis Bideault
Louis Bideault, né à Lyon le 12 juillet 1847 et mort à Paris 19e le 18 février 1928, est un peintre et lithographe français.

## Biographie

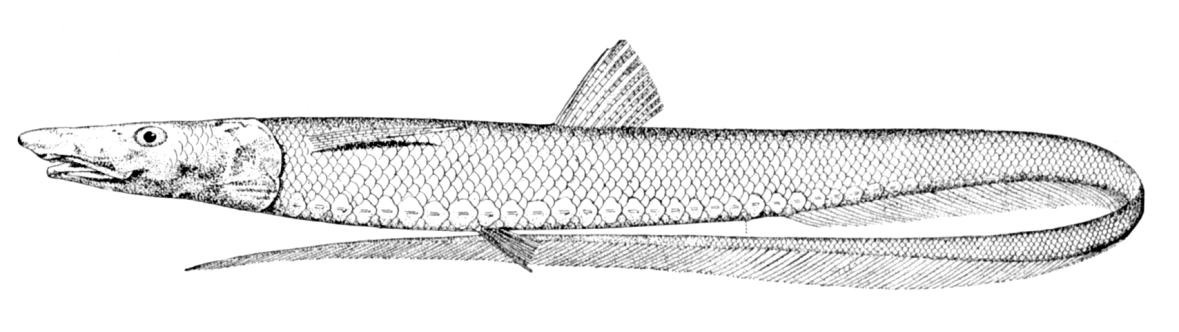
Aldrovandia phalacra, 1888.

Louis Bideault, né le 11 juillet 1847, est le fils du peintre François Bideault. Il entre à l'École des Beaux-Arts de Lyon où il est élève de Danguin, puis de Cormon et d'Antoine Vollon à Paris.
Il expose à Lyon de 1876 à 1881 des portraits au crayon, et à Paris, à partir de 1886, des portraits et des peintures de genre, des dessins au fusain et des lithographies.
Il meurt à Paris le 18 février 1928.